# Kornelia Garita
Kornelia Garita (z domu Moskwa) (ur. 30 października 1996 w Rudzie Śląskiej) – polska siatkarka, młodzieżowa reprezentantka kraju, grająca na pozycji środkowej.
W 2014 roku otrzymała powołanie do szerokiej kadry reprezentacji Polski na turniej eliminacyjny do Mistrzostw Europy.
W czerwcu 2024 roku jej mężem został Alberto Garita, który pochodzi z Włoch. Urodził się we Włoszech, ale wychował w Polsce, ma polski paszport. W latach 2014-2024 w większości w swojej karierze koszykarskiej grał w II lidze polskiej. Obecnie pracuje zawodowo jako przedstawiciel medyczny.

## Sukcesy klubowe
Superpuchar Polski:
- 2020

## Sukcesy reprezentacyjne
Mistrzostwa Europy Wschodniej EEVZA:
- 2012

Mistrzostwa Europy Kadetek:
- 2013

Letnia Uniwersjada:
- 2021[6]